# Catharina van Courtenay
Catharina van Courtenay (1274 - Parijs, 11 oktober 1307) was Latijns keizerin van Constantinopel. Zij erfde de keizerstitel in 1283 van haar vader. Zij leefde in ballingschap en was alleen in naam keizerin van het Latijnse keizerrijk.

## Biografie
Catharina van Courtenay was het enig kind van Latijns keizer Filips I van Constantinopel en Beatrix van Sicilië. Na de dood van haar vader in 1283 werd zij keizerin. Zij leefde in ballingschap omdat het Latijns Keizerrijk al in 1261 door de keizer van Nicea was veroverd.
Zij werd in 1288 verloofd met Michaël Palaiologos, de zoon van de keizer van Nicea; deze verloving werd verbroken in 1295. Zij trouwde in 1301 met Karel van Valois, een broer van koning Filips IV van Frankrijk. Op 23 april 1301 droeg zij al haar rechten over aan haar man. Haar oudste dochter Catharina volgde haar op als titulair keizerin van Constantinopel.
Uit haar huwelijk met Karel van Valois werden vier kinderen geboren:
- Catharina van Valois (1302-1346), keizerin van Constantinopel
- Johanna Valois (1304-1363)
- Jan van  Valois - jong gestorven
- Isabella van Valois (-1349).